# Masafu
Masafu es un subcondado del distrito de Busia. Está ubicado en la región Oriental de Uganda.

## Superficie
Posee una superficie de 55 kilómetros cuadrados.

## Población
Hasta 2020 presentaba una población de 23 900 habitantes, con una densidad de población de 434,5 habitantes por kilómetro cuadrado. De ellos 11 800 correspondían a hombres (49,4%) y 12 100 mujeres (50,6%).